# Pilning
Pilning est un village anglais situé dans le Gloucestershire.